# Anemia gomesii
Anemia gomesii är en ormbunkeart som beskrevs av Christ. Anemia gomesii ingår i släktet Anemia och familjen Anemiaceae. Inga underarter finns listade.